# Лютеранська церква Святих Петра і Павла (Ростов-на-Дону)
Лютеранська церква Святих Петра і Павла (рос. Лютеранская церковь Святых Петра и Павла) — лютеранський храм, побудований у Ростові-на-Дону в 1888 році. Кірха була розташована на розі сучасних вулиці Сєдова та проспекту Соколова. Була знесена в 1940-х роках.

## Історія
Документально відомо, що євангелічно-лютеранська громада існувала в Ростові-на-Дону вже в середині XIX століття. Товариство лютеран подало у міську думу прохання про будівництво кірхи, і 12 лютого 1881 року це прохання було задоволено. Дума постановила відвести для будівництва лютеранської церкви і школи ділянку на Бульварній вулиці завширшки близько 15 сажнів та завдовжки близько 35 сажнів, «але з неодмінною умовою, щоб товариством було влаштовано сквер, у який допускалася б публіка для гуляння безперешкодно».
Урочиста церемонія закладення церкви відбулася 9 липня 1883 року. Проект храму був розроблений інженером А. А. Касселем. Будівництво велося під наглядом міських архітекторів Н. А. Дорошенка і Соколова. До складу будівельної комісії входили члени лютеранської громади Іонсен та К. Ф. Курдт. Ліпні роботи виконав скульптор Шлютері. Вітражі із зображеннями Ісуса Христа і апостолів Петра і Павла були виготовлені у Відні. Орган був виготовлений на фабриці Валкер у німецькому Людвігсбурзі, а дзвін — на ростовському заводі Е. М. Василенка. Вартість органа склала до 4 тисяч рублів, а дзвона — до 800 рублів. Загальна вартість будівництва церкви склала 30 тисяч рублів.
Євангелічно-лютеранська церква в ім'я Святих апостолів Петра і Павла була урочисто освячена 1 травня 1888 року. Хоча громадський сквер на території церкви так і не був створений, міська управа погодилася, що він небажаний. У 1898 році на території лютеранської кірхи був побудований двоповерховий цегляний будинок, де розташували школу, квартири пастора і органіста. Фасадом будинок виходив на вулицю Бульварну (нині вулиця Сєдова). У школу при церкві брали дітей обох статей, це було училище третього розряду. У школі викладали як російські, так і німецькі вчителі. При церкві був організований хор. У святкові дні в лютеранській кірсі проводилися концерти з органною музикою і хоровим співом.
У 1920—1921 роках архів церкви було здано до Донкрайбюро. В цей же час будинок пастора був зайнятий Надзвичайною ревізією від Ради Праці й Оборони республіки. У роки II Світової війни церква серйозно постраждала: «залишився тільки цегляний остов з частково зруйнованими стінами». 16 лютого 1945 року виконком Ростовської обласної ради запропонував відновити будинок і передати його Азовсько-Доносько-Кубанському спортивному товариству «Водник». Але вже 3 травня виконком Ростміськради ухвалив рішення, що «через те, що за планом реконструкції міста зазначена будівля підлягає знесенню, цю будівлю не може бути передано для відновлення».
До наших днів зберігся будинок пастора. Ділянка землі, де стояла церква, до початку 2000-х років залишалася незабудованою. Лютерани Ростова-на-Дону намагалися домогтися відновлення кірхи на колишньому місці. Але в 2002 році земельну ділянку було передано приватній особі, і там побудували офісний центр «Балкани».